# 宜蘭縣立蘇澳國民中學
宜蘭縣立蘇澳國民中學（英語：County Suao Junior High School），簡稱蘇澳國中、縣立蘇中、蘇中，是位於臺灣宜蘭縣蘇澳鎮的國民中學。

## 校友
- 馬國鳳
- 亂彈阿翔

## 外部連結
- （中文）宜蘭縣立蘇澳國民中學全球資訊網（页面存档备份，存于）
- （中文）蘇澳國中facebook（页面存档备份，存于）